# Giro di Romandia 1959
Il Giro di Romandia 1959, tredicesima edizione della corsa, si svolse dal 7 al 10 maggio su un percorso di 837 km ripartiti in 4 tappe (la prima suddivisa in due semitappe), con partenza e arrivo a Friburgo. Fu vinto dallo svizzero Kurt Gimmi della Tricofilina-Coppi davanti agli altri due svizzeri Rolf Graf e Fredy Rüegg.

## Tappe
| Tappa  | Data      | Percorso                                | km  | Vincitore di tappa | Leader cl. generale |
| ------ | --------- | --------------------------------------- | --- | ------------------ | ------------------- |
| 1ª-1ª  | 7 maggio  | Friburgo > Friburgo (cron. individuale) | 12  | Rolf Graf          | Rolf Graf           |
| 1ª-2ª  | 7 maggio  | Friburgo > Martigny                     | 152 | Kurt Gimmi         | Alcide Vaucher      |
| 2ª     | 8 maggio  | Martigny > Carouge                      | 203 | Albert Bouvet      | Kurt Gimmi          |
| 3ª     | 9 maggio  | Ginevra > Delémont                      | 236 | Angelo Conterno    | Kurt Gimmi          |
| 4ª     | 10 maggio | Delémont > Friburgo                     | 234 | Albert Bouvet      | Kurt Gimmi          |
| Totale | Totale    | Totale                                  | 837 |                    |                     |

## Dettagli delle tappe

### 1ª tappa - 1ª semitappa
- 7 maggio: Friburgo > Friburgo (cron. individuale) – 12 km

| Pos. | Corridore      | Squadra     | Tempo |
| ---- | -------------- | ----------- | ----- |
| 1    | Rolf Graf      | Molteni     |       |
| 2    | Alcide Vaucher | Mondia      |       |
| 3    | Fredy Rüegg    | Tricofilina |       |

| Pos. | Corridore | Squadra | Tempo |
| ---- | --------- | ------- | ----- |
| 1    | Rolf Graf | Molteni |       |

### 1ª tappa - 2ª semitappa
- 7 maggio: Friburgo > Martigny – 152 km

| Pos. | Corridore       | Squadra     | Tempo |
| ---- | --------------- | ----------- | ----- |
| 1    | Kurt Gimmi      | Tricofilina |       |
| 2    | Alcide Vaucher  | Mondia      |       |
| 3    | Angelo Conterno | Carpano     |       |

| Pos. | Corridore      | Squadra | Tempo |
| ---- | -------------- | ------- | ----- |
| 1    | Alcide Vaucher | Mondia  |       |

### 2ª tappa
- 8 maggio: Martigny > Carouge – 203 km

| Pos. | Corridore      | Squadra     | Tempo |
| ---- | -------------- | ----------- | ----- |
| 1    | Albert Bouvet  | Mercier     |       |
| 2    | Kurt Gimmi     | Tricofilina |       |
| 3    | Giorgio Albani | Molteni     |       |

| Pos. | Corridore  | Squadra     | Tempo |
| ---- | ---------- | ----------- | ----- |
| 1    | Kurt Gimmi | Tricofilina |       |

### 3ª tappa
- 9 maggio: Ginevra > Delémont – 236 km

| Pos. | Corridore       | Squadra     | Tempo |
| ---- | --------------- | ----------- | ----- |
| 1    | Angelo Conterno | Carpano     |       |
| 2    | Rolf Graf       | Molteni     |       |
| 3    | Fredy Rüegg     | Tricofilina |       |

| Pos. | Corridore  | Squadra     | Tempo |
| ---- | ---------- | ----------- | ----- |
| 1    | Kurt Gimmi | Tricofilina |       |

### 4ª tappa
- 10 maggio: Delémont > Friburgo – 234 km

| Pos. | Corridore       | Squadra | Tempo |
| ---- | --------------- | ------- | ----- |
| 1    | Albert Bouvet   | Mercier |       |
| 2    | Aurelio Cestari | Atala   |       |
| 3    | Attilio Moresi  | Mondia  |       |

| Pos. | Corridore   | Squadra     | Tempo     |
| ---- | ----------- | ----------- | --------- |
| 1    | Kurt Gimmi  | Tricofilina | 23h01'02" |
| 2    | Rolf Graf   | Molteni     | a 26"     |
| 3    | Fredy Rüegg | Tricofilina | a 1'00"   |

## Classifiche finali

### Classifica generale
| Pos. | Corridore          | Squadra               | Tempo     |
| ---- | ------------------ | --------------------- | --------- |
| 1    | Kurt Gimmi         | Tricofilina-Coppi     | 23h01'02" |
| 2    | Rolf Graf          | Molteni               | a 26"     |
| 3    | Fredy Rüegg        | Tricofilina-Coppi     | a 1'00"   |
| 4    | Angelo Conterno    | Carpano               | a 1'33"   |
| 5    | René Privat        | Mercier-BP-Hutchinson | a 1'34"   |
| 6    | Gian-Antonio Ricco | Molteni               | a 5'19"   |
| 7    | Albert Bouvet      | Mercier-BP-Hutchinson | a 8'07"   |
| 8    | Agostino Coletto   | Carpano               | a 9'03"   |
| 9    | Jean-Claude Gret   | Peugeot-BP-Dunlop     | a 10'16"  |
| 10   | André Dupré        | Mercier-BP-Hutchinson | a 10'20"  |